# カステッラモンテ
カステッラモンテ（伊: Castellamonte）は、イタリア共和国ピエモンテ州トリノ県にある、人口約9,800人の基礎自治体（コムーネ）。

## 地理

### 位置・広がり

#### 隣接コムーネ
隣接するコムーネは以下の通り。
- バーイロ
- バルディッセーロ・カナヴェーゼ
- ボルジャッロ
- カステルヌオーヴォ・ニグラ
- チンターノ
- コッレレット・カステルヌオーヴォ
- クオルニェ
- イッシーリオ
- オゼーニャ
- パレッラ
- クアリウッツォ
- リヴァローロ・カナヴェーゼ
- ルエーリオ
- サラッサ
- サン・マルティーノ・カナヴェーゼ
- トッレ・カナヴェーゼ
- ヴァルキウーザ
- ヴァル・ディ・キ
- ヴァルペルガ
- ヴィドラッコ

## 行政

### 分離集落
カステッラモンテには、以下の分離集落（フラツィオーネ）がある。
- Campo, Filia, Muriaglio, Preparetto, San Giovanni, Sant'Anna Boschi, Sant'Antonio, Spineto San Rocco